# Ольмо, Хоакин дель
Хоакин Альберто дель Ольмо Бланко (исп. Joaquín Alberto del Olmo Blanco; родился 20 апреля 1969 года в Тампико, Мексика) — мексиканский футболист, полузащитник известный по выступлениям за УАНЛ Тигрес и сборной Мексики. Участник Чемпионата мира 1994 года. В 2006 году начал карьеру тренера.

## Клубная карьера
Дель Ольмо начал карьеру в клубе из своего родного города «Тампико». В команде он отыграл два сезона, после чего ушёл на повышение в «Веракрус». Сначала Хоакин не часто проходил в состав, но вскоре он завоевал место в основе и стал одним из лидеров клуба. После Чемпионата мира его пригласила столичная «Америка». В 1996 году дель Ольмо решил попробовать свои силы за океаном и принял приглашение нидерландского «Витесса», но уже по окончании сезона вернулся на родину в «Некаксу».
В 1998 году Хоакин перешёл в УАНЛ Тигрес. За «тигров» он сыграл более ста матчей за пять сезонов, а также на правах аренды выступал за «Пуэблу» и «Хагуарес Чьяпас». В 2003 году дель Ольмо перешёл в УНАМ Пумас, в составе которого дважды выиграл мексиканскую Примеру. В 2005 году он завершил карьеру.

## Международная карьера
29 июня 1993 года в матче против сборной Коста-Рики дель Ольмо дебютировал за сборную Мексики. 13 октября того же года в поединке против сборной США он забил свой первый гол за национальную команду. В 1993 году Хоакин стал обладателем Золотого кубка КОНКАКАФ. На турнире он сыграл в матчах против сборных Канады, США и Ямайки.
В 1994 году дель Ольмо попал в заявку сборной на участие в Чемпионате мира в США. На турнире он сыграл в поединках против Ирландии, Италии и Норвегии.
В 1995 году Хоакин принял участие в Кубке Америки, а также помог сборной завоевать бронзовые медали на Кубке Короля Фахда. В 1996 году он во второй раз в карьере завоевал Золотой кубок КОНКАКАФ. На турнире дель Ольмо принял участие в матчах против сборных Сент-Винсента и Гренадин, Гватемалы и Бразилии.

### Голы за сборную Мексики
| #   | Дата            | Место           | Противник | Счёт | Соревнование                          |
| --- | --------------- | --------------- | --------- | ---- | ------------------------------------- |
| 01. | 13 октября 1993 | Вашингтон, США  | США       | 1:1  | Товарищеский матч                     |
| 02. | 29 мая 1996     | Мори, Япония    | Япония    | 2:3  | 1996 Kirin Cup                        |
| 3.  | 13 апреля 1997  | Мехико, Мексика | Ямайка    | 6:0  | Чемпионат мира 1998 отборочный турнир |

## Достижения
Командные
 УНАМ Пумас
- Чемпионат Мексики по футболу — Клаусура 2004
- Чемпионат Мексики по футболу — Апертура 2004

Международные
 Мексика
- Золотой кубок КОНКАКАФ — 1993
- Золотой кубок КОНКАКАФ — 1996
- Кубок конфедераций — 1995